# جاكوب إليسون
جاكوب إليسون (بالإنجليزية: Jacob Ellison)‏ هو لاعب اتحاد الرغبي نيوزيلندي، ولد في 25 فبراير 1985 في ويلينغتون في نيوزيلندا.